# Ein Lied für Dublin (1981)
Die deutsche Vorentscheidung zum Eurovision Song Contest 1981 fand unter dem Titel Ein Lied für Dublin statt.
Durch die Sendung führte die dreifache Teilnehmerin am Eurovision Song Contest, Katja Ebstein, die im Vorjahr die beste Platzierung bis dato für Deutschland beim Eurovision Song Contest erzielt hatte.

## System
Der Bayerische Rundfunk behielt den Modus der Vorjahre aufgrund der Erfolge von Dschinghis Khan und Katja Ebstein bei.
Eine dreizehnköpfige Jury aus Fachleuten der Unterhaltungsbranche wählte aus 673 Einsendungen die zwölf Finalteilnehmer aus.
Nach Abschluss des Vorentscheids, der in diesem Jahr fünf Wochen vor dem Eurovision Song Contest stattfand, wurden nach dem Durchlauf der zwölf Titel durch das Meinungsforschungsinstitut Infratest 500 repräsentativ ermittelte Radiohörer und Fernsehzuschauer telefonisch befragt. Diese hatten während der Sendung die zwölf Titel anhand einer vorgegebenen Punkteskala zu bewerten.
In diesem Jahr wurden wie im Vorjahr die Endstände der einzelnen Interpreten bekannt gegeben.

## Teilnehmer
Taco ist ein niederländischer Popsänger, der 1984 mit seinem Cover des Irving-Berlin-Titels Puttin’ on the Ritz erfolgreich wurde.
Lenz Hauser – gebürtiger Münchner, Fachlehrer an der Hauptschule Arnstorf / Ndb., Bandleader, Produzent, Sänger, Komponist & Texter.
Thomas Fuchsberger ist der Sohn von Joachim Fuchsberger, studierte am Berklee College of Music in Boston, machte 1979 seine ersten Schallplattenaufnahmen in Nashville, Tennessee. Er ist als Komponist vieler Filmmusiken bekannt.
Rudolf Rock & die Schocker
Lena Valaitis nahm bereits beim Vorentscheid 1976 mit Du machst Karriere teil und hatte einige Charterfolge. Ihr Ehemann war der Schauspieler Horst Jüssen.
Martin Mann ist Schlagersänger und Komponist. Sein größter Erfolg war als Sänger der Titel Meilenweit.
Jürgen Renfordt ist ein Schlagersänger und Komponist aus Wetter (Ruhr), dessen Karriere mit dieser Teilnahme begann. Er ist heute auch ein bekannter Fernseh- und Radiomoderator beim WDR
Leinemann war eine deutsche Musikgruppe, die seit 1971 zusammen spielte. 1980 hatten sie ihren ersten größeren Erfolg mit Volldampf Radio.
The Hornettes – bei ihnen sang Linda G. Thompson, ehemalige Sängerin bei den Les Humphries Singers und bei Silver Convention. Sie trat bereits bei der Vorentscheidung 1979 im Duett mit Jerry Rix an und wurde dort Elfte. Durch ihr Ausscheiden bei Silver Convention zum Ende des Jahres 1976 trat sie nicht mit Silver Convention beim Eurovision Song Contest 1977 in Wembley an.
Peter Cornelius ist ein österreichischer Liedermacher und Gitarrist. Er wurde 1973 in der ORF-Sendung Showchance entdeckt und war anschließend unter anderem Ensemblemitglied beim Musical Hair. Sein erster kleinerer Erfolg außerhalb Österreichs war der Titel Der Kaffee ist fertig, der von Michael Cretu komponiert wurde. Seinen Durchbruch in Deutschland hatte er Ende 1981 mit dem Titel Du entschuldige, i kenn di (Platz 8 in den deutschen Charts)
Janz

## Punktetafel des Vorentscheids
In folgender Tabelle sind die Punktzahlen der Zwischenstände bei folgenden Prozentsätzen angegeben:
Runde 1: 11,56 % der abgegebenen Stimmen, Runde 2 bei 25,05 %, Runde 3: 51,06 %.
| Nr. | Interpret                  | Titel (Musik/Text)                                                    | Runde 1 Platz | Runde 2 Platz | Runde 3 Platz | Endpunktzahl | Platz |
| --- | -------------------------- | --------------------------------------------------------------------- | ------------- | ------------- | ------------- | ------------ | ----- |
| 01  | Janz                       | Steine (Paul Janz / Michael Kunze)                                    | 0224 12.      | 0545 11.      | 1178 10.      | 02355        | 10.   |
| 02  | Nina Martin                | Männer (Nina Martinique)                                              | 0248 11.      | 0529 12.      | 1170 11.      | 02292        | 11.   |
| 03  | Taco                       | Träume brauchen Zeit (Janine Terlohian / Kathrin Brigl)               | 0269 10.      | 0582 10.      | 1143 12.      | 02269        | 12.   |
| 04  | Lenz Hauser                | Moment (Harald Stümpfl & Lenz Hauser)                                 | 0302 09.      | 0699 09.      | 1431 08.      | 02856        | 08.   |
| 05  | Thomas Fuchsberger         | Josephine (Thomas Fuchsberger / Joachim Fuchsberger)                  | 0331 07.      | 0725 07.      | 1467 07.      | 02956        | 07.   |
| 06  | Rudolf Rock & die Schocker | Mein Transistorradio (Michael Cretu / Michael Kunze)                  | 0313 08.      | 0722 08.      | 1430 09.      | 02735        | 09.   |
| 07  | Lena Valaitis              | Johnny Blue (Ralph Siegel / Bernd Meinunger)                          | 0582 01.      | 1232 01.      | 2599 01.      | 05023        | 01.   |
| 08  | Martin Mann                | Boogie Woogie (Rudi Bauer / Gerd Thumser)                             | 0511 03.      | 1022 03.      | 2075 03.      | 04039        | 03.   |
| 09  | Jürgen Renfordt            | Barfuß durch ein Feuer (Walter Gerke & Mick Hannes / Walter Gerke)    | 0475 04.      | 0994 05.      | 1991 05.      | 03963        | 04.   |
| 10  | Leinemann                  | Das Ungeheuer von Loch Ness (Ulf Krüger & Jörn-Christoph Seelenmeyer) | 0466 05.      | 1021 04.      | 2065 04.      | 03921        | 05.   |
| 11  | The Hornettes              | Mannequin (Ralph Siegel / Bernd Meinunger)                            | 0518 02.      | 1143 02.      | 2242 02.      | 04304        | 02.   |
| 12  | Peter Cornelius            | Träumer, Tramps und Clowns (Michael Cretu / Michael Kunze)            | 0441 06.      | 0926 06.      | 1879 06.      | 03769        | 06.   |